# Línea O (Metroplús)
La Línea O de Metroplús es una línea de autobús de tránsito rápido utilizada como sistema de transporte masivo de mediana capacidad, inaugurada el 30 de noviembre de 2019..
Su recorrido se realiza principalmente a través de la Avenida 80, por eso también se le conoce como el "bus de la 80".
Atraviesa por diversas zonas educativas y de vivienda.

## Recorrido
Comienza en Caribe, a las afueras de la Terminal de Transporte del Norte y la cual posee una conexión muy cercana a la estación Caribe de la línea A del metro. Continúa su transcurso atravesando la Autopista Norte y la Carrera 65, en donde toma la Transversal 78 en dirección La Palma, y la Carrera 67 y Calle 80 hacia la otra dirección.
Luego ambas direcciones se unen para dirigirse hacia el occidente a través de la Calle 73 que luego se convierte en la Transversal 73 pasando por la Ciudadela Educativa Pedro Nel Gómez, y de ahí llegar hasta la Calle 65 por donde transcurre un pequeño tramo. Posteriormente interseca con la Avenida 80 por la que voltea y se desplazará hasta arribar a su destino final, Cruzando varios barrios reconocidos del occidente de la ciudad como San Germán, los Colores, Calasanz, La América, Los Pinos o la Nueva Villa de Aburrá.